# Spalangia crassicornis
Spalangia crassicornis är en stekelart som beskrevs av Boucek 1963. Spalangia crassicornis ingår i släktet Spalangia och familjen puppglanssteklar.
Artens utbredningsområde är:
- Luxemburg.
- Tjeckien.
- Frankrike.
- Tyskland.
- Nederländerna.
- Sverige.
- Kroatien.

Arten är reproducerande i Sverige. Inga underarter finns listade i Catalogue of Life.